# 台中新光三越氣爆事故
臺灣標準時間2025年2月13日11點33分，臺灣台中市西屯區的新光三越百貨中港店11至12樓美食街處發生瓦斯氣爆意外，造成臺灣人與澳門籍遊客5死38傷，為目前台灣史上最嚴重的百貨公司公共安全事故。
台中地檢署根據專案小組與台中市消防局火調單位勘查所得的證據與現場跡證，認定11至12樓美食街裝潢拆除施工使用砂輪機時，不慎導致天然氣主幹管線斷裂、氣體外洩蓄積，又遇火花，引燃天然氣造成氣爆事故，波及9至12樓。多位新光三越公司主管、裝修公司及拆除業者經複訊後，以新台幣10萬元至60萬元交保。
台中市政府認定新光三越公司違規相關法令，合計裁罰新台幣150萬元，各界也針對傷亡者發放慰問補償金。新光三越台中中港店編制內的員工將帶薪休假，為了降低對專櫃廠商與銷售人員的衝擊，新光三越決定於部份分店、台中世貿、台中林酒店等處設立短期賣場。台中市政府都發局經專業技師場勘確認建築物安全後，開放相關廠商人員登記與入館取回貨品；並同意備查新光三越公司所提的修復計畫書。台中地檢署解封11至12樓，並同意新光三越公司進場施工修復。新光三越公司原本預計11月底完成整棟復業，但目前向都發局提出申請變更到9月底。

## 事故經過

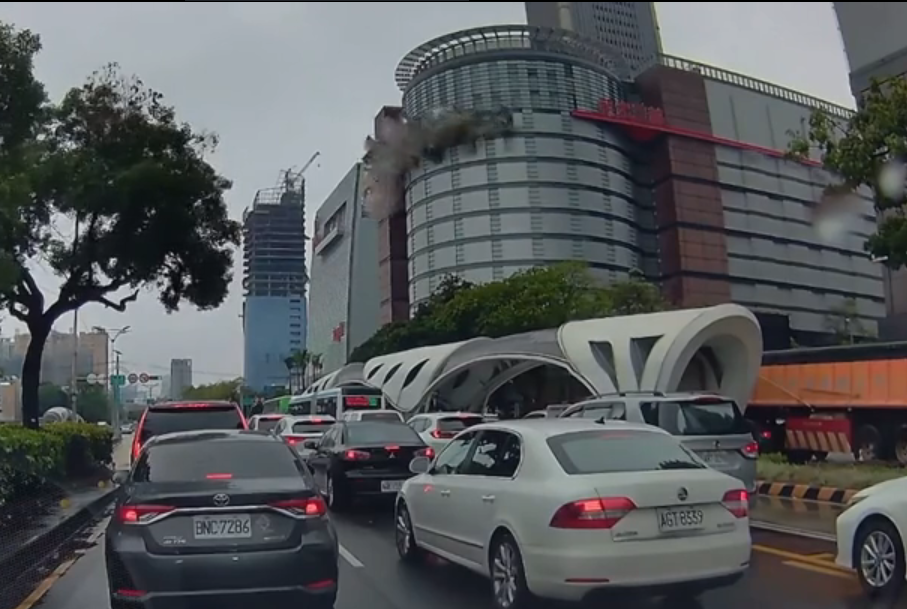
氣爆發生當下的行車記錄器畫面

2025年2月13日11點33分，新光三越台中中港店（簡稱新光三越台中店）建築的12樓美食街發生氣爆事故，導致11、12樓嚴重損毀，同時使建築的外牆向外面飛濺，並墜落於人行道及車道，許多建築內的員工、顧客，以及路過的行人、車輛都受到波及。台中市政府在11點45分成立三級災害應變中心，後隨傷亡人數上升，12點30分提升至二級。

### 救援
台中市政府消防局在獲報新光三越台中店發生意外後，派遣消防車與消防人員進行搜救。隨後臺中市政府警察局交通大隊與第六分局動員警力到場管制與疏散民眾。第一批搜救人員於11點38分抵達12樓氣爆現場並成立檢傷站，運送傷者就醫。直到12點已將10到14樓的重傷者送醫，並從地下6樓到地上14樓展開搜尋。13點30分因經結構技師確認應無二次坍塌的可能性，而搜救人員開始攜搜救犬進入，逐層搜尋3遍直到18點，確認現場無人員受困大樓內。意外現場另有19位民眾主動加入救援與協助指揮交通。

### 傷亡
截止至2025年2月15日6時，根據中華民國衛生福利部與臺中市政府衛生局統計全案共造成4人死亡、39人輕重傷，成為臺灣史上最嚴重的百貨公司公共安全事故。直至19日仍有11名傷者住院治療中，3月4日臺中市政府民政局指出尚有4名傷者還在接受治療，其餘傷者已出院。
2月20日澳門遊客家屬由澳門紅十字會、新光三越公司協助辦理往生者的喪事，26日剩餘傷者已全數出院，並搭乘醫療專機返回澳門持續接受治療，而往生者的骨灰也隨家屬一同帶回澳門。然而，其中一位澳門遊客傷者經搶救後，在3月7日於澳門仁伯爵綜合醫院離世，最終本次事故造成5人死亡，38人受傷。
| 國籍                   | 傷患人數 | 罹難人數 |
| ---------------------- | -------- | -------- |
| 中華民國               | 34       | 2        |
| 中華人民共和國（澳門） | 4        | 3        |
| 統計                   | 38       | 5        |

## 事故調查

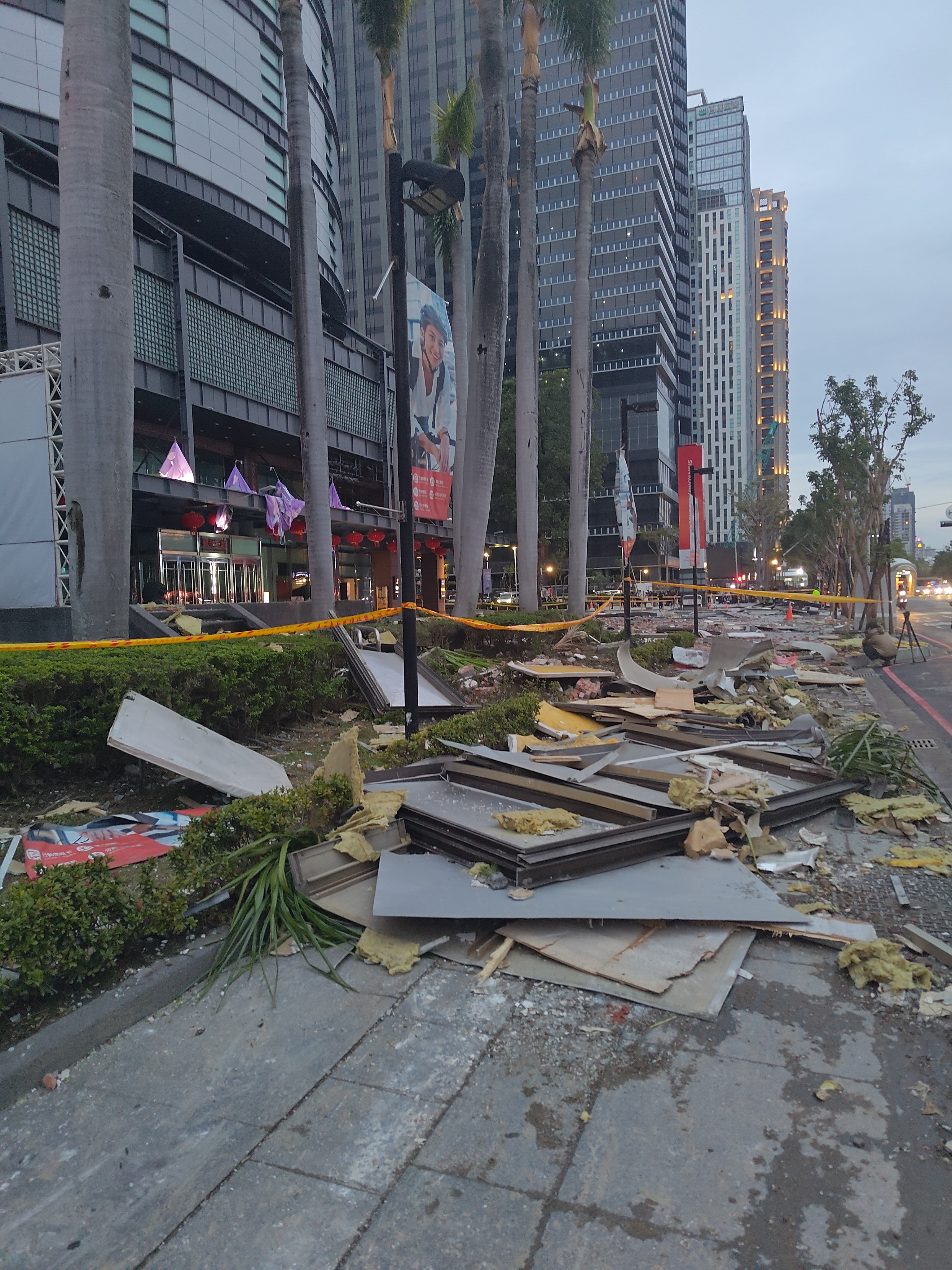
飛落至一樓廣場人行道的外牆碎片

台中市政府消防局於2025年2月13日初步表示，疑12樓裝潢拆除施工導致。局長孫福佑後來指出，經初步火災調查排除粉塵爆炸，認定事故點起於12樓發生瓦斯氣爆。同日16點多臺灣臺中地方檢察署主任檢察官鄭葆琳完成現場勘驗，後續將組成專案小組依法處理。後由台中市警局第六分局通知百貨公司職員、天然氣與裝修業者等證人到案說明；晚間至台中地檢署複訊，14日2時50分完成並請回所有證人。檢方也完成死者遺體的相驗，判定大多因頭胸部的鈍挫傷，導致多重器官衰竭死亡，案件將朝《中華民國刑法》過失致死、過失傷害及公共危險方向調查。
14日內政部消防署組長鄭志強說明，初步根據檢方的調查筆錄，施工人員曾看到廠商使用砂輪機切割天然氣管線，施作到東北側時發生爆炸；另外，曾有廠商詢問天然氣開關閥位置，聞到瓦斯味20分鐘後，約11點30分發生爆炸。由於欣中天然氣公司發出的聲明表示，10日應新光三越台中店要求拆卸櫃位瓦斯表並封塞天然氣管路，但施工廠商未先知會。另外在13日與台中市消防局鑑識小組勘查確認天然氣管線外觀及封塞塞頭均完整正常，也沒有檢測到天然氣洩漏訊號且無燃燒痕跡，初步排除氣爆「與天然氣無關」，但還需待檢察官進一步的調查。
大葉大學消防安全學程主任周中祺則指出：「可能是施工環境中帶有外洩的可燃性氣體，另也可能是不慎切割到無遮斷的天然氣管線，以上僅是推測，但需根據消防局火調報告才能研判。」。19日台中地檢署發布聲明指出：「調查至今已召開多次專案會議，並傳訊證人共計22人到案複訊。另外，專案小組、火調單位已三度勘查氣爆現場，將以目前調查所得的證據再與現場跡證互核查證，釐清疑點。」
3月11日台中市議會成立「市議會公（工）安意外事件調查小組」監督市府加強安全政策，並釐清事故的責任歸屬；台中市消防局則表示相關證物由消防署及刑事鑑識中心鑑驗中，新事證預計3月底公開。12日台中市消防局長指出，若火災鑑定報告出爐將連同檢察官的指示一同進行說明。28日臺中市消防局表示在12樓搜到多樣關鍵證物，包括煙蒂、電線、瓦斯管、圓盤切割器等，初步判定事故起因為「瓦斯氣爆」，鑑定書將送臺中地檢署進一步釐清。欣中天然氣公司則表示，樓層施工前已封塞管線，事後檢測也無瓦斯洩漏。檢方持續追查後發現，該樓層的瓦斯總開關沒有關閉，導致瓦斯管道內充滿大量瓦斯，遇火源才發生氣爆。
臺中地檢署於4月11日綜合調查所有事證，初步認定：「疑似因施工不慎導致天然氣主幹管線斷裂、氣體外洩蓄積，遇電動工具作動火花，引燃天然氣造成氣爆事故。」。同日也指揮臺中市警察局第六分局通知新光三越、裝修公司及拆除業者等11人到案。經複訊後，6名新光三越公司主管（包含副理、經理、幹部）依《中華民國刑法》過失致死等罪以新台幣10萬元至60萬元交保。另外，裝修公司負責人、施工業者等5人各以新台幣10萬元至60萬元交保。欣中天然氣公司在氣爆事件中是否有責任，仍待檢警釐清。 6月25日，台中地檢署因現場勘查完成，故正式解封11樓與12樓美食街區域。

## 後續

### 臺中市政府
2025年2月13日16點30分，臺中市市長盧秀燕緊急召開應變會議，並宣布新光三越台中店無限期停業直至結果出爐。臺中市政府都市發展局表示，市府並沒有收到新光三越櫃位的施工申請，後續將研議是否開罰。14日14點起都發局也啟動台中市轄內的百貨、商場、量販店之聯合稽查。16日都發局表示稽查6處商場的結果，僅台中三井購物中心二期符合規定，其餘5處皆為「餐廳廚房防火區劃」缺失，其中大魯閣新時代的餐廳爐具開關閥有瓦斯洩漏情形；同日都發局也認為新光三越公司對於建築公安維護情形不佳已涉及公共危險，已發函通知加強防護措施並提送認證安全文件備查。21日台中市建築師公會表示，經初判現場防火避難設施及救災設備損壞嚴重，甚至連帶影響其他樓層運作應建議封館，待改善後才能開放。
新光三越公司所提送的「建築物安全評估人員評估結果及安全防護施作完成報告」計畫，經專業技師簽認與台中市政府備查，市府宣布3月1日起開放讓相關人員進出新光三越台中店拿取物品。另於3月13日通過備查新光三越公司送審的「專櫃及物流人員取貨之建築物安全評估結果及安全防護措施報告」計畫，開放專櫃及物流人員暫時進出台中店進行取貨作業。4月23日，市府都發局同意備查新光三越公司提出的「整體整建修復至可供使用計畫書」，新光三越台中店若順利完成外牆、設備、管線及內部的修復作業，預計於暑假前先行營業10樓以下的樓層。都發局也指出若整建完成，還需經第三方公正單位審核後，並提出恢復使用申請才可全面或局部復業。
台中地檢署於6月25日解除11至12樓的封鎖。都發局表示，新光三越台中店將於11月底完成外牆修復，但內部修復預計年底前完成。8月7日都發局說明指出，新光三越公司原本送出的整體修復計畫，工期到11月底，但業者希望能提前到9月底，因此調整整體施工計畫。都發局將依照相關規定進行審查，若合格方可申請恢復使用。
因台中市政府初判新光三越公司違規相關法令，後由都發局與消防局根據《建築法》和《消防法》各別開罰新台幣30萬元，臺中市政府勞工局進行調查施工廠商是否違反《職業安全衛生法》，估計總罰鍰達新台幣120萬元。另外，臺中勞工局與中華民國勞動部也將發放職災死亡慰問金合計新台幣30萬元，臺中社會局則發放每名傷亡者慰助金新台幣1萬元。臺中都發局曾多日發函要求新光三越公司應在18日前拆除台中店有安全疑慮的外牆剝落附掛物，但18日下午勘查到多數附掛物未拆除，認為仍有公共安全的疑慮，因此再依據《建築法》重罰新台幣30萬元，若1週內未改善將連續開罰。截止至19日，各局合計裁罰新台幣150萬元。

### 新光三越
新光三越公司總經理吳昕陽與高階主管，於2025年2月13日提供各罹難者家屬新台幣100萬元致意，後隨即至醫院探視傷者並提供慰問金。14日新光三越公司發聲明表示：「向社會大眾表達歉意，台中店即日起暫時停止營業，將配合政府單位的調查與辦理環境安檢作業。另將設立受害人專線提供諮詢。」；新光三越公司營業本部長曹美虹也表示台中店編制內的305名員工將以公假帶薪休假。另有833家櫃位廠商與2家外包廠商所進駐的大約4,000名櫃哥櫃姐，將被調職減班且領取最低薪資，若是全台獨家百貨櫃位的員工就可能面臨資遣的失業風險。
由於停業期可能至少半年以上，19日已有14家櫃位廠商向台中市政府通報資遣，影響28名員工，而其他未通報的商家則可能仍在評估營運狀況。臺中市勞工局為此成立「新光三越爆炸事件勞動權益專區」，並計畫於21至22日舉辦就業博覽會，邀請多家企業提供2,400多個職缺，協助受影響勞工轉職。台中市就業服務處也提供就業轉介、失業給付申請與勞動權益諮詢，以協助非直屬員工應對此次事件帶來的影響。23日新光三越公司副總經理謝英明表示，建築物必須經專業人員場勘確認安全無虞或初步修復後，才能開放人員和廠商臨時進出。新光三越公司所提送的安全計畫於28日獲都發局同意備查，而宣布從3月1至6日開放相關人員登記與入館取回私人物品。專櫃及物流人員的取貨計畫經台中都發局審核通過與備查，3月14日起開放37天的暫時進出取貨作業。新光三越公司於4月23日提出「整體整建修復至可供使用計畫」，經專業技師簽證與都發局同意備查。預計全面修復台中店外牆、結構、管線與室內裝修。
6月25日，台中地檢署再次勘驗後，同意解封11至12樓封鎖區並交還給新光三越進場施工修復。新光三越公司表示，將爭取新光三越台中店部分樓層先行復業營運，並有機會在11月完成整棟復業，搶先在「漢神洲際購物中心」開幕前重新營業。新光三越於8月7日表示，原計畫工期是到11月，現將依規申請變更到9月，若經第三公正單位確認與都發局核可後，預計9月底恢復營運。
為了要讓專櫃人員持續做生意與保護基本營業額，新光三越公司決定分別在3月1日、4日起在台中世界貿易中心、台中林酒店設立短期性質的「第二賣場」，並持續尋找台中地區合適的場地，確保短期安置不中斷。3月4至26日期間也陸續於新光三越的台南新天地本館、台北南西店一館、台北信義新天地A9館開設短期賣場。

### 其他
2025年2月25日，新光三越台中店旁的施工人員報案稱建築物的角落與路燈底下聞到瓦斯味，經台中市消防局與欣中天然氣公司測量後，證實疑似為地下水溝的不明氣體味道，與瓦斯味無關。6月21日，業者進行新光三越台中店的修復改善工程時，發生13樓的樓板崩塌至12樓。台中都發局要求局部停工，但經技師公會勘查後，認為屬於正常工法，建議業者加嚴管控措施。

## 各界反應
台中市長盧秀燕取消出席臺灣燈會行程，前往災區現場與台中林新醫院探視傷者，並親自於2025年2月18日公開表揚19位見義有為加入救援行列的民眾，頒發感謝狀和獎金5,000到10,000元，稱他們為「城市英雄」。台北市長蔣萬安致電盧秀燕表示：「只要有需要，台北市各局處一定全力支援救災工作，祈願亡者安息、傷者早日康復。」同時也指示相關局處全面檢視台北市百貨公司的公共安全；台北市政府產業局將會同瓦斯公司預計2月底完成供氣場所巡檢。新北市長侯友宜傳簡訊給盧秀燕並表達對傷者及亡者家屬的關心，也強調新北市會全力協助，並要求新北經濟發展局公安小組與7家天然氣公司檢視商場百貨、大型室內裝修，以及巡檢用氣安全。彰化縣長王惠美與高雄市政府於第一時間立即請消防局跟台中市消防局告知，已完成整備隨時等通知出發支援。中华民国行政院院長卓榮泰称已指示內政部消防署儘速調度救援人力、衛福部正積極協調醫療資源，提供傷者最好的救護。新光三越總經理吳昕陽得訊後旋赴現場，感到震驚、悲傷，他提到：「新光三越身為這個社會上給人shopping（購物）的重要地點，會盡所能對該負責任的地方負責任。」。桃園、台南、高雄、屏東等縣市政府皆針對百貨大樓相關場所進行消防安全、公共安全及勞工安全聯合稽查。
对于受到氣爆波及的澳門遊客，中華民國大陸委員會表示已派員關心和了解，並通報澳門特区政府。澳門行政長官岑浩辉對氣爆事故表示高度關注，並對澳門死者家屬致以深切慰問，同時已指示相關部門全力協助死難者家屬。澳門旅遊局發聲明指在接獲澳門居民傷亡的報告後已即時聯絡教育及青年發展局和旅遊業界，與家屬、相關組織和單位保持緊密聯繫，旅遊危機協助小組亦在13日當天與澳門紅十字會出發一同前往台中，為死者家屬和傷者提供適切協助。澳門治安警察局證實男性死者為該局的退休警員，而其中一名男性傷者為該局現職特警隊的成員；另外澳門財神酒店證實女性死者是該酒店的員工。中國大陸国务院台湾事务办公室发言人朱凤莲表示，對遇难者表示哀悼，也向遇难者家属及受伤人员表达诚挚慰问。新光三越營業本部副本部長謝英明提到：「澳門家屬來台開始，直到離開台灣為止的支出，包含喪事、醫療、包機等費用皆由新光三越買單。」
以新光三越台中店為主要銷售管道的品牌櫃位廠商因氣爆事件停業至今，導致龐大的庫存無法賣出影響現金流，亦使這些廠商有倒閉的風險。另外，以銷售業績為主要收入的銷售員，因收入銳減難以支撐家計、房貸的壓力。雖然新光三越公司暫時開設第二賣場、第三賣場，但銷售額都難以達到先前的水準，業者皆期盼新光三越台中店能盡早復業。

## 外部連結
- 新光三越台中中港店 - 新聞事件最新進度（繁體中文）（Archive.today的存檔，存档日期2025-02-20）
- 臺中市政府勞工局 - 新光三越爆炸事件勞動權益專區（繁體中文）（的存檔，存档日期2025-02-17.）